# Спратли
Спра́тли (вьет. Quần Đảo Trường Sa — Чыонгша, кит. 南沙群島, Наньшацюньдао либо просто Наньша, таг. Kapuluan ng Kalayaan — Калаян, рус. устар. Коралловые острова) — архипелаг в юго-западной части Южно-Китайского моря. На островах нет постоянного населения, портов и гаваней, но есть четыре аэропорта. В настоящее время архипелаг используется как рыбопромысловый район.
Территория островов оспаривается шестью государствами: Вьетнамом, Китаем, Тайванем, Малайзией, Филиппинами и Брунеем (расположены по степени присутствия). Несмотря на крошечные размеры, острова архипелага имеют важное значение с точки зрения присутствия в регионе. Кроме того, исследования говорят о наличии значительного количества нефти и газа. По данным министерства энергетики США, в районе Рид-Бэнк сосредоточено до 5,4 млрд баррелей нефти и до 55,1 трлн кубометров природного газа.
Около 45 островов заняты относительно небольшими военными контингентами из Вьетнама, Китая, Малайзии, Филиппин и Тайваня. Зона рыболовного промысла Брунея включает южный риф, но официальных территориальных претензий Бруней не выдвинул.
В южной части архипелага множество рифов, не обозначенных на картах (так называемая опасная зона).

## География
Архипелаг состоит из более чем 100 мелких островов, рифов и атоллов, суммарная площадь которых составляет менее 5 км². Общая площадь района составляет более 400 тыс. км², его центр находится в 400 км от островов Палаван и Борнео, в 500 км от побережья Вьетнама и в 1000 км от китайского острова Хайнань.
Крупнейшие острова:
- Иту-Аба (Itu Aba) / Тайпин — 0,46 км²,
- Титу (Thitu) — 0,37 км²,
- Остров Уэст-Йорк (West York) — 0,18 км²,
- Остров Спратли (isla Spratly) — 0,13 км²,
- Норт-Ист-Ки (Northeast Cay) — 0,12 км².

- Легенда:
- Китайская Республика (Тайвань): 1: Тайпин[англ.] 2: Чжунчжоу[англ.]
- Китай: 3: Йоншу[англ.] 4: Мэйцзи[англ.] 5: Чжуби[англ.] 6: Хуаян[англ.] 7: Наньсюнь[англ.] 8: Чигуа[англ.] 9:  Донмэнь[англ.]
- Филиппины: 10: Остров Флэт[англ.]  11: Ланкиам-Ки[англ.]  12: Лоита-Ки[англ.] 13: Остров Лотта[англ.]  14: Наньшань[англ.]  15: Норт-Ист-Ки[англ.]  16: Остров Титу[англ.]  17: Остров Уэст-Йорк[англ.]  18: Риф Коммодор[англ.]  19: Риф Ирвинг[англ.] 20: Риф Секонд-Томас[англ.]
- Вьетнам: 21: Саут-Уэст-Ки[англ.] 22: Сэнд-Ки[англ.] 23: Остров Намьит[англ.] 24: Остров Син-Кау[англ.] 25: Остров Спратли[англ.] 26: Амбойна-Ки[англ.] 27: Риф Грирсон[англ.] 28: Риф Централь-Лондон[англ.] 29: Риф Пирсон[англ.] 30: Риф Барк-Канада[англ.] 31: Риф Уэст-Лондон[англ.] 32: Риф Лэдд[англ.] 33: Риф Дискавери-Грейт[англ.] 34: Риф Пиджеон[англ.] 35: Риф Ист-Лондон[англ.] 36: Риф Элисон[англ.] 37: Риф Корнуоллис-Саут[англ.] 38: Риф Петли[англ.] 39: Риф Саут[англ.] 40: Риф Коллинз[англ.] 41: Риф Ландсдаун[англ.] 42: Риф Бомбей-Касл[англ.] 43: Банка Принца Уэльского[кит.] 44: Банка Вэнгард[кит.] 45: Банка Принс-Консорт[кит.] 46: Банка Грейнджер[англ.] 47: Банка Александра[кит.] 48: Отмель Орлеана[кит.] 49: Отмель Кингстон[кит.]
- Малайзия: 50: Риф Салоу[англ.] 51: Риф Ардасьер[англ.] 52: Риф Даллас[англ.] 53: Риф Эрика[англ.] 54: Риф Инвестигейтор[англ.] 55: Риф Маривелес[англ.]
- Бруней: 56: Риф Луиза[англ.]

## Хронология архипелага
- 1529. В соответствии с Сарагосским договором 1529 года острова Спратли становятся испанской территорией.
- 1898. По Парижскому мирному договору (1898) острова перешли к США, а затем к Филиппинам.
- 1927. Французский корабль De Lanessan провёл научное исследование островов Спратли
- 1930. Франция организовала вторую экспедицию на корабле La Malicieuse, которая подняла флаг Франции над островом, который был назван Ile de la Tempete. На острове присутствовали китайские рыбаки. Французы не стали их прогонять.
- 1932. Китайская республика отправила французскому правительству меморандум, в котором провозглашала свой суверенитет над островами Спратли на базе китайской интерпретации соглашения 1887 года, заключённого после Франко-китайской войны.
- 1933. Три французских корабля взяли под контроль 9 наибольших островков, и архипелаг был объявлен территорией Франции. Франция административно включила регион в свою колонию Кохинхина. Японская империя поставила под вопрос суверенитет над островами, указывая на свидетельства существования японской шахты фосфатов.
- 1939. Япония выразила намерение взять архипелаг под свою юрисдикцию. Франция и Великобритания выразили протест и утвердили французские претензии.
- 1941. Япония силой захватила острова и сохраняла над ними контроль до окончания Второй мировой войны, на острове Иту-Аба[англ.] была создана база японских подводных лодок.
- 1945. После капитуляции Японии, Франция и Китайская Республика повторно выдвинули территориальные претензии. Китай отправил на острова военный контингент.
- 1946. Франция несколько раз отправляла военные корабли к архипелагу, но попыток выдворения китайского контингента предпринято не было.
- 1947. Франция потребовала вывода китайских войск.
- 1948. Франция прекратила морское патрулирование вод архипелага, Китай отозвал большую часть войск.
- 1951. На встрече в Сан-Франциско в 1951 году представители Вьетнама (который всё ещё находился под управлением Франции) предъявляют требования на острова Спратли и Парасельские острова.
- 1956. Томал Клома, глава Морского института на Филиппинах заявил о претензиях на большую часть островов Спратли, назвав их «Kalaya’an» (Земля свободы), после чего все заинтересованные государства выдвинули протест. Китайская Республика и Южный Вьетнам отправили на архипелаг морские отряды. Южный Вьетнам не оставил постоянного гарнизона, но в конце года объявил об аннексии островов Спратли и присоединении их к провинции Биньдинь.
- 1958. Китай определил свои территориальные воды, в которые включил также архипелаг Спратли.
- 1961—1963. Южный Вьетнам установил знаки принадлежности на нескольких островах архипелага.
- 1968. Филиппинские войска высадились на трёх островах «для защиты жителей провинции Калаяан» и объявили об аннексии островной группы Калаяан.
- 1971. Малайзия выдвинула требования на часть архипелага.
- 1972. Филиппинцы объединили острова Калаяан с провинцией Палаван.
- 1975. Объединённый Вьетнам выдвинул требования на архипелаг.
- 1978. Президентский указ на Филиппинах определил их территориальные претензии.
- 1979. Малайзия опубликовала карту претензий на континентальный шельф, куда вошли 12 островов архипелага. Вьетнам также опубликовал свои требования на острова.
- 1982. Вьетнам опубликовал ещё один документ, оккупировал несколько островов и установил военные объекты. Территориально архипелаг присоединили к провинции Фукхань (с 1989 года — провинция Кханьхоа). Филиппины также захватили ещё несколько островов и построили ВПП.
- 1983. Малайзия заняла остров Лаянг-Лаянг[англ.] и построила на нём военно-морскую базу и курорт.
- 1984. Бруней определил свой район рыбного промысла, в который вошёл риф Луиза[англ.] на юге архипелага, но формально требований не предъявил.
- 1987. Китай начал морское патрулирование архипелага и основал постоянную базу.
- 1988. Китайские и вьетнамские корабли вступили в Сражение у островов Спратли[9]. Победа и контроль над регионом достались китайцам[10].

- 1995. Достигнута договорённость между КНР и Вьетнамом о начале широкомасштабных переговоров на тему совместного освоения ресурсов архипелага[10].
- 1999. Филиппинские власти разместили старый десантный корабль «Сьерра Мадре»[англ.] на рифе Секонд-Томас[англ.]. На этом корабле постоянно находится небольшая группа филиппинских военных[11].
- 2004. Самолёты ВВС Филиппин обстреляны над акваторией архипелага[12]. Вьетнам расширил туристическое присутствие и построил аэропорт[13].
- 2005. Вьетнам вновь заявил о суверенитете над островами Спратли[14].
- 2008. Филиппины заявили, что будут «сражаться до последнего моряка и морского пехотинца» за острова Спратли[15].
- 2011. В мае — июне между Вьетнамом и Китаем произошло несколько инцидентов, таких как повреждения кабелей вьетнамских исследовательских судов с одной стороны, протесты возле китайских диппредставительств во Вьетнаме с другой, обмены заявлениями политиков и дипломатов, морские учения Вьетнама и хакерские войны[16].
- 2015. На рифе Суби[англ.] Китай построил военную базу с гаванью и ВПП[17][18].
- 2016. В июле международный трибунал, созданный при посредничестве Постоянной палаты третейского суда в Гааге постановил, что Китай не имеет исторических прав на спорные территории в Южно-Китайском море. Решение было принято по жалобе Филиппин, которые заявили, что действия КНР, чьи два патрульных катера в конце 2012 года помешали филиппинской стороне арестовать китайских рыбаков, ловивших рыбу неподалёку от рифа Скарборо[англ.], нарушают Конвенцию ООН по морскому праву 1982 года. Власти КНР заявили, что не собираются признавать и исполнять решение трибунала[19][20].
- 2018. В мае 2018 года сообщалось, что власти Китая разместили на трех островах архипелага Спратли (кит. Наньша) противокорабельные ракетные комплексы YJ-12B и зенитные ракетные комплексы HQ-9B[21].
- 2022. В ноябре 2022 года власти КНР заявили, что ракетный крейсер США USS Chancellorsville[англ.] незаконно вторгся в китайские воды у островов Наньша[22]
- 2023. В августе 2023 года китайский корабль заблокировал суда береговой охраны Филиппин в районе отмели Аюнгин (рифе Секонд-Томас), после чего применил против них водомёт. Эти суда доставляли продовольствие, воду, топливо и другие припасы филиппинским военным на «Сьерра-Мадре»[23].
- 26 апреля 2025 года береговая охрана Китая высадилась на риф Сэнди-Кей площадью 200 м², который Филиппины считают своей территорией. Китайские военные сделали фотографию с флагом КНР и, вероятно, вскорости покинули риф[24][25].